# 北虜南倭
北虜南倭（ほくりょなんわ）とは、明の嘉靖帝の時代に、南北から明朝が外敵に脅かされたことを指す。北虜はモンゴル人、南倭は倭寇（後期倭寇）を指す。嘉靖年間を通じて、中国はこうした外敵に悩まされ続け、明の統治面での問題点も多く白日の下にさらされることとなった。日本は東アジア（中国、朝鮮）の東方に位置するが、当時の中国は首都の北京をはじめとした華北地域が政治的な中心であったため、東南部沿海に盛んで出没する倭寇を「南倭」と呼ぶようになった。

## 北虜
洪武帝によって北方の草原地帯に追われた元の残存勢力は北元となったが、後に分裂してオイラトとタタールの二部を形成した。初期はタタールが衰退してオイラトが覇権を握り、中国北辺の最大の脅威となった。
1449年、オイラトのエセン・タイシ（後のエセン・ハーン）が明と戦い、正統帝を捕虜とする大勝利を挙げた（土木の変）。その後モンゴル人は一世紀にわたり長城の内側に勢力を保った。その間にタタールがオイラトから主導権を奪い、その中のトゥムド部のアルタンが嘉靖年間に大勢力を築き、中原に進出して明を脅かすようになった。
嘉靖25年（1546年）、アルタンはハーンを称し、明に和平を結び明への入貢を認め、互市を開くよう要求した。朝貢貿易は中国王朝である明側が一方的に損をする貿易であり、各代のモンゴルの指導者はこれを利用して莫大な富を明から奪ってきたのである。嘉靖帝が要求を拒絶すると、嘉靖29年（1550年）6月、アルタン・ハーンは大同を蹂躙し、北京を包囲するに至った（庚戌の変）。この時は脅しだけで撤退したものの、翌年には明と再交渉して市を開かせることに成功した。嘉靖32年（1553年）以降、明の北辺の薊や遼寧といった地域はしばらく平穏な状態になった。
隆慶4年（1570年）、アルタン・ハーンは明軍に投降した孫のバガンナギを救うため、明朝と交渉を行った。翌1571年に合意に至り、明朝はアルタン・ハーンを順義王に封じ、北辺に11の市を開いて貿易することを認めた（俺答封貢）。これ以降、明とタタールは正式な君臣関係と貿易関係を保ち、明の北部・西部辺境は安定期を迎えた。これ以降、「北虜」と呼ばれた北辺の騒優は一世紀の間沈静化した。次に九辺鎮と呼ばれる長城の諸砦に狼煙が上がるのは、女真が勢力を強め清朝が勃興したときのことである。

## 南倭

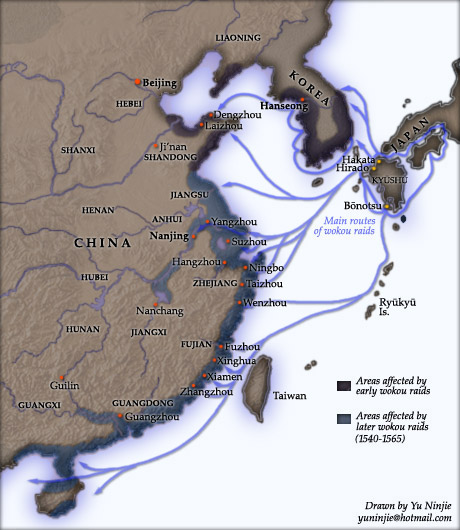
倭寇の活動地域

15世紀前半の永楽帝治下の明は鄭和の「西洋下り」にみられるように海外進出に積極的だった。しかし永楽帝の孫の宣徳帝は方針を逆転させ、海禁政策をとった。唯一日本は勘合を用いた朝貢貿易（日明貿易）を許されていたが、これも1523年の寧波の乱によって破滅的な終焉を迎えた。またまったく同時期には、南方から進出してきたポルトガル人が九龍半島の屯門を占拠する事件（西草湾の戦い）が発生するなどして、中国沿海は秩序を失い始めていた。
明政府が対外貿易を取りやめたため、日明貿易に従事していた海商は大打撃を受け、海賊化した。こうして登場した後期倭寇は、日本人ばかりによるものではなく、むしろ王直のような中国人が主であった。
胡宗憲・戚継光・兪大猷といった名将の活躍により、嘉靖年間の終わりには倭寇は下火になっていた。

## その後
同時期に発生した北虜南倭により、嘉靖帝の時代の明の辺境は危機的状況にあった。隆慶帝の時代になると、明は俺答封貢にみられるように海禁を緩和し、限定的な貿易を認めたため、北虜南倭は一応の解決を見た。